# Menominee (langue)
Pour les articles homonymes, voir Menominee.
Le menominee est une langue algonquienne centrale, parlée aux États-Unis, dans le Wisconsin.

## Une langue en danger
Le nombre de locuteurs est réduit à 39 sur une population ethnique de 3 500 personnes. Le nombre de locuteurs a dramatiquement diminué puisque Leonard Bloomfield, dans son étude de 1939, l'estimait à 1 700. La langue est quasiment éteinte.

## Phonologie

### Consonnes
|              | Bilabiale | Dentale | Alvéolaire | Palatale | Vélaire | Glottale |
| ------------ | --------- | ------- | ---------- | -------- | ------- | -------- |
| Occlusive    | p [p]     | t [t]   |            |          | k [k]   | ʔ [ʔ]    |
| Fricative    |           |         | s [s]      |          |         | h [h]    |
| Affriquée    |           |         |            | č [tʃ]   |         |          |
| Nasale       | m [m]     | n [n]   |            |          |         |          |
| Semi-voyelle | w [w]     |         |            | y [j]    |         |          |

### Voyelles
|         | Antérieure    | Centrale      | Postérieure   |
| ------- | ------------- | ------------- | ------------- |
| Fermée  |               |               | u [u]         |
| Moyenne | e [e] eː [eː] |               | o [o] oː [oː] |
| Ouverte | ɛ [ɛ] ɛː [ɛː] | a [a] aː [aː] |               |